# Corine Dorland
Corine Dorland (ur. 30 czerwca 1973 w Assendelft) – holenderska kolarka przełajowa i górska, srebrna medalistka przełajowych mistrzostw świata.

## Kariera
Największy sukces w karierze Corine Dorland osiągnęła w 2001 roku, kiedy zdobyła srebrny medal w kategorii elite podczas przełajowych mistrzostw świata w Taborze. W zawodach tych wyprzedziła ją jedynie Niemka Hanka Kupfernagel, a trzecie miejsce zajęła kolejna reprezentantka Holandii, Daphny van den Brand. Była także szósta na mistrzostwach świata w Sint-Michielsgestel w 2000 roku oraz dziewiąta na rozgrywanych trzy lata późnej mistrzostwach świata w Monopoli. W Pucharze Świata w kolarstwie przełajowym najlepsze wyniki osiągnęła w sezonie 2002/2003, kiedy zajęła piątą pozycję w klasyfikacji generalnej. Wielokrotnie zdobywała medale mistrzostw kraju, zarówno w kolarstwie przełajowym jak i górskim. W 2000 roku wzięła udział w wyścigu cross-country podczas igrzysk olimpijskich w Sydney, kończąc rywalizację na siedemnastym miejscu.